# Solignat
Solignat é uma comuna francesa na região administrativa de Auvérnia-Ródano-Alpes, no departamento Puy-de-Dôme. Estende-se por uma área de 10,97 km². Em 2010 a comuna tinha 513 habitantes (densidade: 46,8 hab./km²).